# جان ویلیامز (کشتی)
جان ویلیامز (کشتی) (به انگلیسی: John Williams (ship)) یک کشتی بود که طول آن ۱۰۳ فوت (۳۱ متر) بود. این کشتی در سال ۱۸۴۴ ساخته شد.